# جوزيبي بيتاززي

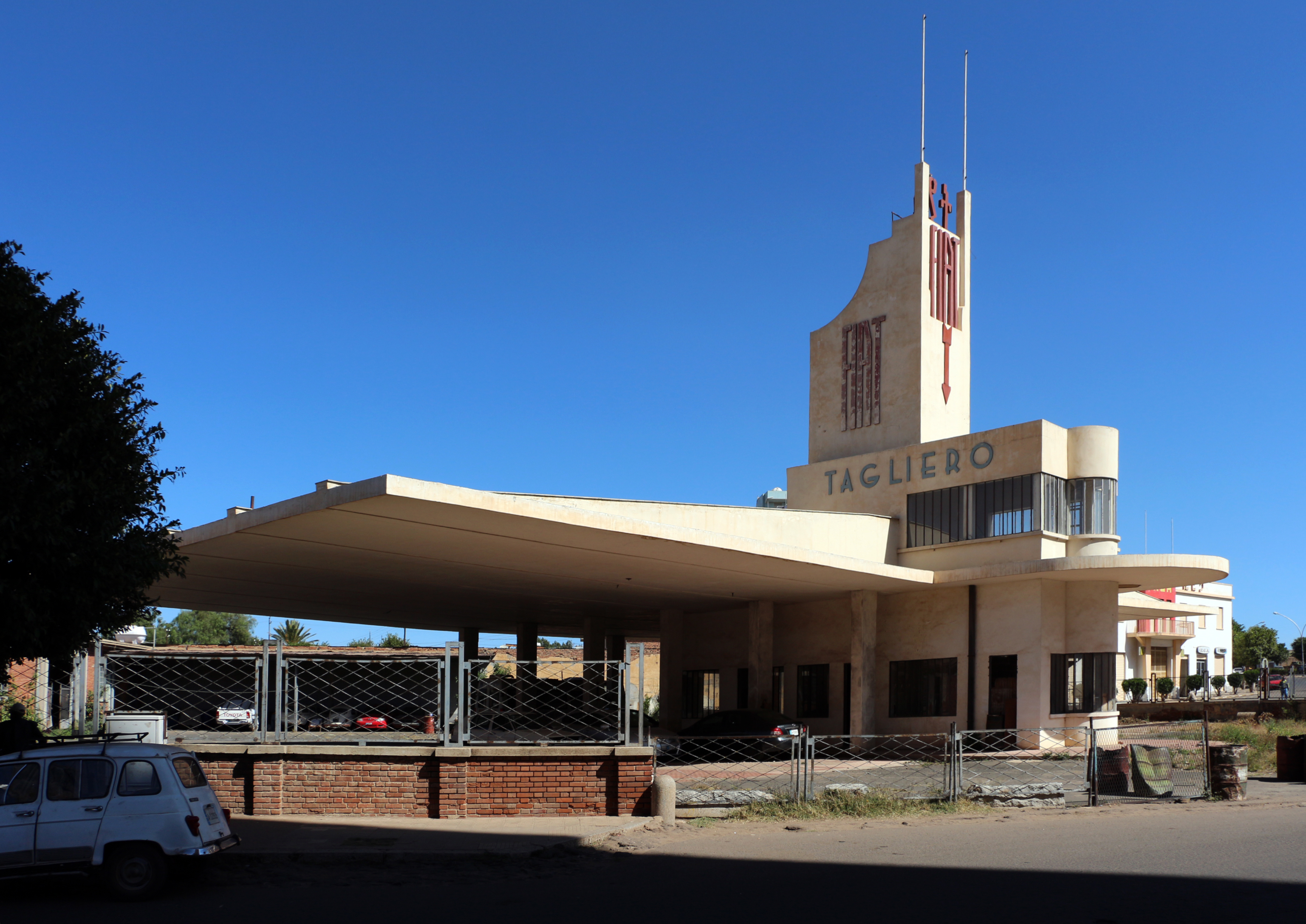
مبنى فيات تالييرو، أسمرة.

جوزيبي بيتاززي (بالإيطالية: Giuseppe Pettazzi؛ 3 أيار/ مايو 1907 - 8 تشرين الأول/ أكتوبر 2001) مهندس إيطالي اشتهر بأسلوب آرت ديكو والعمارة المستقبليّة في فترة الثلاثينيّات من القرن العشرين.
بنى بيتاززي الكثير من المباني في إريتريا أثناء فترة الاستعمار الإيطالي، كان من أهمّها مبنى فيات تالييرو في العاصمة أسمرة، والذي وُصِف بأنه «قد يكون محطة الوقود الأجمل في العالم، وأحد أفضل الأمثلة على العمارة المستقبليّة في العالم».

## السيرة المهنية
وُلد جوزيبي بيتازي، الذي تنحدر عائلته من بييمونتي، في ميلانو عام 1907. أكمل تعليمه بشهادة الثانويّة العامة في عام 1925 والتحق بكليّة الهندسة في تورين. إلاّ أنه قطع دراسته في عام 1928 لإكمال خدمته العسكريّة. أنهى دراسته في عام 1931 بدرجة البكالوريوس في الهندسة المدنيّة.
عمل بعد ذلك في العديد من شركات البناء في بيدمونت ولومباردي. وقد ذهب إلى شرق أفريقيا الإيطالية في أواخر عام 1936 لممارسة مهنته هناك في ظل السياسة الاستعماريّة التي يقودها النظام الفاشي. وقد تمكن من إنشاء شركة البناء الخاصة به في أسمرة، والتي ساهم من خلالها في التنمية الحضريّة للمدينة على طراز فن آرت ديكو.
تم أسر بيتازي في الحرب العالمية الثانية، وأمضى أشهرًا كأسير حرب لدى القوات البريطانيّة بالقرب من الخرطوم، ثم نُقل إلى حقل في بوبال بالهند. ولقد أُطلق سراحه من الأسر في كانون الأول/ ديسمبر 1946. تزوّج بيتازي بعد الحرب، واستأنف عمله كمهندس مدني. إلاّ أنه بعد بضع سنوات لم يعد راضيًا عن وظيفته القديمة، فانتقل إلى التدريس.
تُوفي جوزيبي بيتازي في 8 تشرين الأول/ أكتوبر 2001 في رابالو عن عمر ناهز 94 عامًا.

## وصلات خارجية
- مبنى فيات تالييرو في أسمرة: تاريخ مدن عبر 50 مبنا، جريدة الجارديان (بالإنجليزية)